# コント

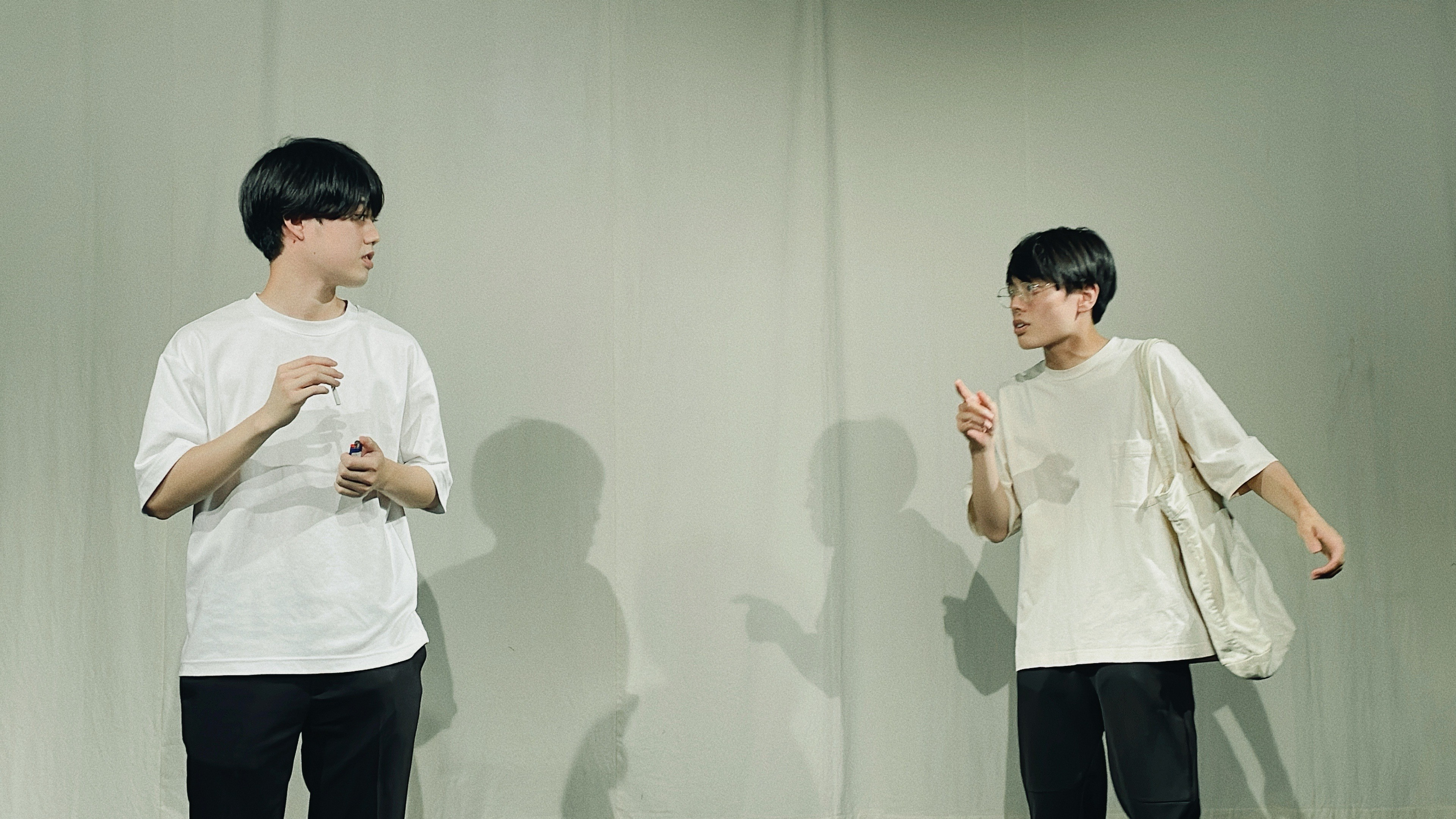
コント中の群青団地（2022年）

コント（conte）とは、フランス語で「短い物語・童話・寸劇」を意味する言葉（conte）。日本ではいわゆる「演芸」や「お笑い」と呼ばれるジャンルに含まれるような、笑いを目的とした寸劇を指すことが多い。本項ではそのお笑いとしてのコントについて記述する。
元々は劇場での軽演劇であり、現在も演芸用の劇場やライブハウス、ストリップ劇場、寄席などの演芸場で演じられている。テレビで目にする機会も多く、また祭りやイベントなどに演者を呼ぶことも比較的よく行われている。
現在は主に「芸人（またはお笑いタレント）」などと呼ばれる、演芸専業または演芸を主とする演者によって演じられることが大半で、特にコンビやトリオなど、メンバーを固定してコントを専門的に演じるグループを指して「コント芸人」「コント師」などと呼ぶことがある。ただ、そうしたコント専業の芸人がいなかった黎明期には、榎本健一といった喜劇俳優やクレージーキャッツ、ザ・ドリフターズなどのミュージシャン・バンドマンがコントを行うことも盛んに行われた。

## 概要
コントは大抵は10分〜20分程度で、通常は三一致の法則から逸脱しない1話完結である。テレビなどでは1〜5分程度のものもよく披露されるなど、おおむね短時間で終わるものと認識されており、長時間にわたるものは軽演劇や喜劇として区別される。主に軽演劇の役者が戦後ストリップ劇場のショーの幕間に演じた物や、キャバレーなどの営業のために持ちネタを短縮して演じた芝居が広まったものをコントと呼んでいたとされる。
萩本欽一によれば多くのコントはエノケン劇団（エノケン一座）で生まれた「仁丹」「天丼」、「丸三角」（場合により「レストラン殺人事件」を含む）の基本形をもとにしているという。「仁丹」は警察に尋問された犯人が、盗んだバッグの中身を説明するが仁丹だけ説明できないという「反転による笑い」。「天丼」は同じことを2度、3度繰り返す「反復による笑い」（落ち#その他のオチも参照）。「丸三角」は天丼の応用パターンで、床に丸と三角を示し、覚えきれない後輩がその地点で失敗を繰り返す「反復できないことよる笑い」。「レストラン殺人事件」は殺人を犯した店主と殺人現場に出くわしてしまった客の言い訳を可笑しむ「交錯による笑い」である。
現在テレビで見られるコントは、いわゆる「ネタ」としてのコントと、「ユニットコント（テレビにおいてはスタジオコントなどとも呼ばれる）」のいずれかに分けられる。

### 「ネタ」としてのコント
主に（漫才など他ジャンルを含めた）「お笑い」を専業で行うお笑いタレント（一般に「お笑い芸人」または「芸人」と呼ばれることが多い）が、コンビやトリオなど「ネタ」を演じるために組んだグループ単位で、舞台上で演じることを想定して作られるものを「ネタ」「コントネタ」などと呼ぶことが多い。演者が1人である場合もあり、その場合は特に「1人コント」「ピンネタ（”ピン”は”1人”の意味）」などと呼ぶこともある。
現在では芸人自身がネタを作成することが普通で、それぞれの個人やグループがそれぞれに自分たちのネタを持っていることになる。そのため、同様の形式を取る漫才と混同されることが多く（漫才の演目も「ネタ」と呼ばれる）、実際コントと漫才の両方を行う芸人も珍しくない。おぎやはぎやサンドウィッチマン、スーパーマラドーナのように、本来はコントとして作ったネタを漫才ネタに作り替え、コント漫才として演じる例や、逆に漫才ネタをコントとして演じる例もあるなど、ネタとしてのコントと漫才は近い関係にある。
ただし漫才が「役」に入らない状態で掛け合いを行うのに対し、コントは原則的に演者が何かの役を演じることで展開されていくという違いがある。役に入らない漫才は、役としての衣装や小道具、大道具やセットなどを用いず、舞台中央に演者が並んで会話形式で演じることを原則とするが、コントは必要に応じて化粧や衣装、着ぐるみなどで役を作り、舞台全体を利用し、大道具やセットなどが使われることもある。内容は漫才のように軽妙な言葉のやりとりを主とするものから、演劇のように芝居がかった展開のものまであり、明確な定義はない。
漫才における役割の基本がボケとツッコミなのに対し、コントにおける役割の基本はフリとコナシなどと呼ばれる。初めてコンビ名に「コント」を冠したコント55号を例にとれば、萩本欽一がネタを振り、坂上二郎が振られたネタを受けてこなしていた。

#### ショートコント
ネタとして行われるコントの中でも、数秒から数十秒程度で終わる特に短いものを「ショートコント」と呼ぶ（和製外来語）。おおむね大道具やセットは用いず、複雑な設定や伏線などもないことが多い。日本では、最初にウッチャンナンチャンがショートコントを確立させていった。

## テレビバラエティ番組でのコント
テレビバラエティ番組のコントでは、主人公に個性的なキャラクターを設定する場合が多い。また、そのキャラクターの登場するコントをシリーズ化させることによってストーリーに深みを持たせたり、知名度を上げてキャラクターグッズ製作に乗り出すことも多い。
番組中にコミックソングのコーナーを設けるなどして楽曲販売も重視することもあり、2000年代には『ワンナイR&R』における「ゴリエ」の「Pecori♥Night」や、『笑う犬』における「はっぱ隊」の「YATTA!」がヒットした。
1980年代以降は国内外の映画作品やテレビドラマ、CM、ミュージック・ビデオなどを題材としたパロディ作品も多数製作された。
『ドリフ大爆笑』や『志村けんのだいじょうぶだぁ』などの番組では、何年経っても飽きさせないようにマンネリズムの美学を追求しており、同じ内容や結末のコントを新規撮影の際に細かな演出や出演者を変化させている。
1980年代中盤までは、ある一組の芸人にスポットを当てた番組が多かったが、1988年にスタートした『夢で逢えたら』（当時若手だったダウンタウン、ウッチャンナンチャン、清水ミチコ、野沢直子がメインキャスト）を皮切りに、同世代の芸人コンビ・トリオ数組がユニットを組む形式のコント番組が増加していった。
『めちゃ×2イケてるッ!』や『はねるのトびら』など、コント主体だった番組がゲームコーナーやトーク・ロケなどの別企画増加によりコントコーナーが皆無になるなど、次第にコント番組で無くなっていく例も多い。これは視聴者の変化、番組制作の効率化などによる。

### 歴史
草創期から1980年代頃のバラエティ番組ではお笑いタレントの絶対数が少なかったこともあり、『シャボン玉ホリデー』(1961年 - 1972年)のクレージーキャッツやザ・ピーナッツのように歌手やアイドルがコントに挑戦することがほとんどで、1969年から1985年に放送されていたザ・ドリフターズの『8時だョ!全員集合』では多数のアイドルや歌手がコントに出演していた。
そのため、1980年代頃までのコント番組の(準)レギュラー出演者は『カックラキン大放送!!』の新御三家や堺正章、『とんねるずのみなさんのおかげです』のチェッカーズ等のように歌手が多いのが特徴である。また1980年代頃までのコント番組は音楽番組との親和性が高く、歌手やアイドルの歌唱コーナーが設けられている番組がほとんどで、コントコーナーが存在していた音楽番組も多数あった。これらの例には『8時だョ!全員集合』『ドリフ大爆笑』『加トちゃんケンちゃんごきげんテレビ』『志村けんのだいじょうぶだぁ』『夜のヒットスタジオ』『とんねるずのみなさんのおかげです』『カックラキン大放送!!』『ヤンヤン歌うスタジオ』『今夜は最高!』などがある。
1980年代から1990年代初頭には『オレたちひょうきん族』内の『タケちゃんマン』や『とんねるずのみなさんのおかげです』内の『仮面ノリダー』など、ヒーロー物のパロディコントが流行し、社会現象的人気を博した。
1991年から1997年には『ダウンタウンのごっつええ感じ』において様々なコントが放送され、以後のお笑いやバラエティ番組に多大な影響を与えた。
1996年にはSMAPが、冠番組『SMAP×SMAP』をヒットさせ、「平成のクレージーキャッツ」の異名を取る。
1998年から2003年には『笑う犬』シリーズにおいて、『てるとたいぞう』や『小須田部長』などといったストーリー重視の連続物のコントが展開されていた。このようなストーリー重視型のコントは後の『ワンナイ』(2000年 - 2006年)の｢ゴリエ｣などにも受け継がれた。
しかし、2001年に創設された『M-1グランプリ』以降はコントではなく、漫才を中心に活躍する芸人が増え、お笑いタレントの数こそ増加傾向にあるものの、コント番組は減少傾向になった。これは、コントは大がかりなセットなどで予算や収録時間がかかることが多いのに対して、漫才はセットや道具の持ち込みを基本的にしなくてもよいというテレビ局側の理由もある。
2005年にはお笑いブームの影響もあり、各局で『ワンナイ』『リチャードホール』『ミンナのテレビ』『ウタワラ』『落下女』『サラリーマンNEO』といったコント番組やコントコーナーが存在する番組が一時的に復活傾向にあったが、2006年に『雨上がり決死隊のトーク番組アメトーーク!』のくくりトークがヒットして以降は、『人志松本のすべらない話』『しゃべくり007』といったトークがメインのバラエティ番組が人気となり、コント番組は再び急速に減少していった。
2000年代後半には、地上波のゴールデン・プライムタイムでのコント番組は、『志村けんのバカ殿様』等といった一部の定期特番、民放にかわってコント番組に乗り出したNHKを残し、ほとんど放送されなくなっていったが、2008年からはコントNo.1決定戦『キングオブコント』が始まり、コント師と呼ばれる若手芸人が台頭した。
「コスパが悪い」という点から改編期の特番が定位置となったコント番組だが、お笑い第7世代の台頭を契機に2019年頃からは再び民放でもコント番組が増加するようになった。2020年には特別番組という形で『Do8』、『激ヤバ!チョコプラ修羅場劇場』などユニットコントを行う番組が増加。特別番組からレギュラー昇格を果たした『新しいカギ』の例もあった。

## 主なコント番組
終了したものも含めると、コント番組には以下のようなものがある。

### NHK
- 夢であいましょう（1961年 - 1966年）
- サラリーマンNEO（2004年 - 2011年）
- 祝女（2008年 - 2012年）
- 松本人志のコントMHK（2010年、2011年 - 2012年）
- LIFE!〜人生に捧げるコント〜（2012年 -  現在放送中）
- 七人のコント侍（2013年、2014年 - 2016年）
- コントの劇場 〜The Actors' Comedy〜（2013年 - 2015年）
- となりのシムラ（2014年 - 2016年）
- コントの日（2018年 -  2020年）
- ワルイコあつまれ（2021年 - 2025年）

### TBS
- 植木等ショー（1967年）
- ドリフターズドン!（1967年）
- 進め!ドリフターズ（1968年）
- チータ55号（1968年）
- 突撃!ドリフターズ（1968年 - 1969年）
- 8時だョ!全員集合（1969年 - 1985年）
- 8時だョ!出発進行（1971年）
- みんなで出よう55号決定版!（1969年 - 1975年）
- 笑って!笑って!!60分（1975年 - 1981年）
- ピンキーパンチ大逆転（1982年）
- パリンコ学園No.1（1982年 - 1983年）
- 欽ちゃんの週刊欽曜日（1982年 - 1985年）
- 笑ってポン!（1983年）
- 加トちゃんケンちゃんごきげんテレビ（1986年 - 1992年）
  - KATO&KENテレビバスターズ（1992年）
- ドキド欽ちゃんスピリッツ（1986年）
- 総天然色バラエティー 北野テレビ（1989年）
- 東京イエローページ（1989年 - 1990年）
- ギャグ満点（1989年 - 1990年）
- 王道バラエティ つかみはOK!（1993年 - 1994年）
- ピッカピカ天然素材!（1994年 - 1995年）
- デカメロン（1997年）
- 10カラット（2005年 - 2006年）
- キングオブコント 決勝戦（2008年 - 現在放送中）
- パワー☆プリン（2011年 - 2013年）
- キングオブコントの会（2021年・2022年・2023年）

### 日本テレビ
- お昼の演芸（1954年、1956年 - 1962年）
  - 青春カレンダー（1954年 - 1956年）
- シャープ劇場 テレビ千一夜（1955年 - 1956年）
  - のり平の喜劇教室（1956年 - 1957年）
- シャボン玉ホリデー（1961年 - 1972年）
- 巨泉・前武のゲバゲバ90分!!（1969年 - 1971年）
- 日曜日だョ!ドリフターズ!!（1971年）
- 金曜10時!うわさのチャンネル!!（1973年 - 1979年）
  - ゲバゲバ一座のちょんまげ90分!（1971年 - 1972年）
- コント55号のなんでそうなるの?（1973年 - 1976年）
- カリキュラマシーン（1974年 - 1978年）
- カックラキン大放送!!（1976年 - 1986年）
- ドリフと女優の爆笑劇場（1977年 - 1989年）
- 今夜は最高!（1981年 - 1989年）
- レオナルドにゅうす笑（1983年 - 1984年）
- サザンの勝手にナイトあっ!う○こついてる（1984年）
- 赤信号のにゅうす笑（1984年 - 1985年）
- いい加減にします!（1984年 - 1985年）
- 三宅裕司じゃん!（1985年）
- 大きなお世話だ（1985年 - 1986年）
- ごきげん月曜7時半（1986年）
- コラーッ!とんねるず（1985年 - 1989年）
  - とんねるずの子供は寝なさい!?（1985年）
- ビートたけしの全日本お笑い研究所→番組の途中ですが…再びたけしです（1988年）
- ウッチャンナンチャン（1989年 - 1990年）
  - ウッチャン・ナンチャン with SHA.LA.LA.（1990年 - 1992年）
- 全員出席!笑うんだってば（1989年）
- とんからりん（1990年）
- おとなの漫画BG4（1990年 - 1991年）
- ギグギャグゲリラ（1990年）
- 吉本印天然素材（1991年 - 1993年）
- ショージに目あり!（1992年 - 1993年）
- ビビるのジャムパラ（1997年）
- ウラ日テレ（2000年 - 2001年）
- ブラックワイドショー（2002年 - 2003年）
- エンタの神様（2003年 - 2010年）
- メンB（2004年 - 2005年）
  - 少女B（2005年）
- 落下女（2005年 - 2006年）
- 人類滅亡と13のコント集（2005年 - 2006年）
- ぜんぶウソ（2009年）
- キレてもいいですか?→コレってアリですか?（2010年 - 2011年）
- サタデーナイトチャイルドマシーン（2013年）
- コントな奴ら（2014年）
- 有吉の壁（2015年 -  現在放送中）
- 犬も食わない（2018年）
- ノギザカスキッツ（2020年 - 2021年）
  - 超・乃木坂スター誕生!（2023年 - 2025年）
- 東京03とスタア（2021年）
  - イザミと東京03（2022年）
- 吉住のアナタとコント（2021年）
- ろくにんよれば町内会（2022年 -  2023年）
- 新・日向坂ミュージックパレード（2025年 -  現在放送中）

### フジテレビ
- おとなの漫画（1959年 - 1964年）
  - クレージーキャッツショー（1959年 - 1961年）
  - 7時半だよクレージー（1963年 - 1964年）
- コント55号の世界は笑う（1968年 - 1970年）
- 欽ドン!シリーズ（1975年 - 1987年）
  - 欽ちゃんのドンとやってみよう!（1975年 - 1980年）
  - 欽ドン!良い子悪い子普通の子（1981年 - 1983年）
  - 欽ドン!良い子悪い子普通の子おまけの子（1983年 - 1985年）
  - マイルド欽ドン!（1985年 - 1986年）
  - 欽ドン!お友達テレビ（1986年）
  - 欽ドン!ハッケヨーイ笑った!（1986年 - 1987年）
- 3分勝負15ラウンド（1976年）
- がんばれ!ピンチヒッターショー（1977年）
- ドリフ大爆笑[注 2]（1977年 - 2003年）　
  - ドリフに大挑戦スペシャル（2021年 -  現在放送中）
- 大進撃!おもしろ組（1980年 - 1981年）
- オレたちひょうきん族（1981年 - 1989年）
- タケちゃんの思わず笑ってしまいました（1983年 - 1987年）
- マンガチョップ'84（1984年）
- 志村けんのバカ殿様（1986年 - 2020年）
- 志村けんのだいじょうぶだぁ[注 3]（1987年 - 1994年）
  - 志村けんはいかがでしょう（1993年 - 1995年）
  - 志村けんのオレがナニしたのヨ?（1995年 - 1996年）
  - けんちゃんのオーマイゴッド（1996年）
  - 志村けんのだいじょうぶだぁII（2005年 - 2008年）
- 笑いの殿堂（1988年 - 1989年、1990年、1991年）
- とんねるずのみなさんのおかげです（1988年 - 1997年）
- 夢で逢えたら（1988年 - 1991年）
- 邦ちゃんのやまだかつてないテレビ（1988年 - 1992年）
- ウッチャンナンチャンの誰かがやらねば!（1990年）
  - ウッチャンナンチャンのやるならやらねば!（1990年 - 1993年）
- 鶴太郎のギャグハラスメント（1990年）
- 世界で一番くだらない番組シリーズ（1990年 - 1994年、2001年）
- でたらめ天使（1990年）
- 欽ちゃん走るッ!（1991年）
- 笑いの仮払い（1991年）
- ダウンタウンのごっつええ感じ（1991年 - 1997年）
- 夢がMORI MORI（1992年 - 1995年）
  - SMAPのがんばりましょう（1995年）
- とぶくすり（1993年 - 1995年）
- ホンとにバカだね（1992年 - 1993年）
  - 大石恵三（1993年）
- 志村Xシリーズ（1996年 - 2000年）
  - 変なおじさんTV（2000年 - 2002年）
  - 志村流（2002年 - 2004年）
  - 志村塾（2004年）
  - 志村通（2004年 - 2005年）
  - 志村屋です。（2008年 - 2010年）
  - 志村軒（2010年 - 2012年）
  - 志村劇場（2012年 - 2013年）
  - 志村だヨ!（2013年 - 2014年）
  - 志村座（2014年 - 2015年）
  - 志村の時間（2015年 - 2017年）
  - 志村の夜（2017年 - 2018年）
  - 志村でナイト（2018年 - 2020年）
  - 志村友達（2020年 - 2021年）
- 笑う犬シリーズ（1998年 - 2003年）
  - 笑う犬の生活（1998年 - 1999年）
  - 笑う犬の冒険（1999年 - 2001年）
  - 笑う犬の発見（2001年 - 2002年）
  - 笑う犬の情熱（2002年 - 2003年）
  - 笑う犬の太陽（2003年）
- ロクタロー（1998年 - 1999年）
- 明石家マンション物語（1999年 - 2001年）
  - 明石家ウケんねん物語（2001年 - 2002年）
- お笑いV6病棟!（2000年 - 2001年）
- TV's HIGH（2000年 - 2001年）- ドラマ番組という形をとるコント番組
- ワンナイR&R（2000年 - 2006年）
- はねるのトびら（深夜時代、2001年 - 2005年）
- ココリコミラクルタイプ（2001年 - 2007年）
- 感じるジャッカル（2001年 - 2002年）
- ロバートホール水（2003年 - 2004年）
  - リチャードホール（2004年 - 2005年）
- ブログタイプ（2005年）
- 空飛ぶ!爆チュー問題（2006年 - 2016年）
- コンバット（2007年 - 2008年）
  - コンバット1.5（2008年）
  - コンバットII（2008年）
- THE THREE THEATER（2008年 - 2009年）
  - 爆笑レッドシアター（2009年 - 2010年）
- ふくらむスクラム!!（2009年）
  - 1ばんスクラム!!（2009年 - 2010年）
- ピカルの定理（2010年 - 2013年）
- バチバチエレキテる（2013年）
- ワオ（2014年）
- ミレニアムズ（2014年 - 2015年）
- 全力!脱力タイムズ（2015年 -  現在放送中）- ニュース番組という形をとるコント番組
- ウケメン[注 4]（2018年 - 2020年）
- ただ今、コント中。（2020年 -  現在放送中）
- Do8（2020年 - 2021年）
- 新しいカギ（2021年 -  現在放送中）
- ここにタイトルを入力（2021年 -2022年）- バラエティ番組という形をとるコント番組

### BSフジ
- 東北魂TV（2011年 - 2021年）
- 中川家&コント（2017年 -  現在放送中）
- 東京03 in UNDERDOGS -今日は負けたけど、明日は絶対勝つ-（2020年 -  現在放送中）[9]

### テレビ朝日
- みごろ!たべごろ!笑いごろ!（1976年 - 1978年）
  - みごろ!ゴロゴロ!大放送（1978年）
  - みごろ!たべごろ!ナントカカントカ（2003年）
  - みごろ!たべごろ!デンセンマン（2003年）
- 欽ちゃんのどこまでやるの!（1976年 - 1986年）
- ドリフと女優の爆笑劇場（1977年 - 1989年）
- 笑え!ガンガン（1977年）
- 大正週間漫画 ゲラゲラ45（1979年 - 1983年）
- 爆笑!!ドットスタジオ（1982年 - 1983年）
- ウソップランド（1983年 - 1986年）
  - なに．ソレ!?（1986年）
- お茶とUN（1993年 - 1994年）
- 竹中直人の恋のバカンス（1994年 - 1995年）
- お笑い向上委員会 笑わせろ!（1997年 - 1998年）
- 完売劇場（2000年 - 2009年）
- お助け！コントット (2020年)
- 東京BABYBOYS9 (2020年 - 2021年)
- 脳天カルパッチョ（2021年）
- アルピーテイル（2022年 -  2023年）
- サクラミーツ（2023年 - 現在放送中）
- 週刊ダウ通信（2023年 -  2024年）
- 森香澄の全部嘘テレビ（2024年 - 現在放送中）

### テレビ東京
- 集まれ!ナンデモ笑学校（1998年 - 1999年）
- バミリオン・プレジャー・ナイト（2000年）
- ハロー!モーニング。（2000年 - 2007年）
- バカリズムマン対怪人ボーズ（2009年）
- ウレロ☆シリーズ（2011年 - 2019年）
  - ウレロ☆未確認少女（2011年）
  - ウレロ☆未完成少女（2012年）
  - ウレロ☆未体験少女（2014年）
  - ウレロ☆無限大少女（2016年）
  - ウレロ☆未開拓少女（2019年）
- SICKS〜みんながみんな、何かの病気〜（2015年）

### 地方放送局
毎日放送
- よしもと新喜劇  （1962年 -  現在放送中）
- ダウンタウンのゆーたもん勝ち（1988年）
- チュー'sDAYコミックス 侍チュート!（2009年 - 2010年）

朝日放送
- ダイラケのびっくり捕物帖（1957年 - 1960年）
- ダイラケ二等兵（1960年 - 1961年）
- てなもんや三度笠（1962年 - 1968年）
  - てなもんや一本槍（1968年 - 1970年）
  - てなもんや二刀流（1970年 - 1971年）
- スコッチョ大旅行（1971年）
- 日曜笑劇場シリーズ（1975年 - 2014年）
  - あっちこっち丁稚（1975年 - 1983年）
  - やっさんのはちゃめちゃ捕物帖（1983年 - 1984年）
  - 花の駐在さん（1976年 - 1984年）→ さんまの駐在さん（1985年 - 1986年）
  - サブシロのTHE・ハタラケ興業（1986年 - 1987年）
  - 松ちゃん浜ちゃんの純情通り三番地（1991年 - 1992年）
  - ファンキーモンキー寛平先生がゆく!（1992年 - 1994年）
  - なんじゃそら三人組（1995年 - 2000年）
  - ツッコメディ!痛快パラダイス（2000年）
  - なんやモー目茶苦茶屋（2000年 - 2002年）
  - 特ダネ野郎えぇチーム（2002年）
  - 1、2、駐在さんダァ〜!!（2002年 - 2004年）
  - 開運コメディ 今日も大吉!パンパンパン（2004年）
  - なにわ人情コメディ 横丁へよ〜こちょ!（2004年 - 2008年）
  - あったか人情コメディ 湯けむりパラダイス!（2008年 - 2009年）
  - 爆笑!ふれあいコメディ こちらかきくけ公園前（2009年 - 2010年）
  - 全快はつらつコメディ お笑いドクター24時!! → お笑いドクター24時!!〜はなさき診療所編〜（2010年 - 2011年）
  - ほっとけ!3人組（2011年 - 2012年）
  - 熱血!人情派コメディ しゃかりき駐在さん（2012年 - 2013年）
- 夕焼けの松ちゃん浜ちゃん（1990年 - 1991年）
- シャンプー劇場（2001年 - 2005年）
- 発熱!猿人ショー（2003年）
- 関西コント保安協会（2021年）
- 防犯カメラが捉えた！衝撃コント映像（2021年 - 2022年）

読売テレビ
- どんぶり5656（1983年 - 1984年）
- なげやり倶楽部（1985年）
- 週刊テレビ広辞苑（1988年 - 1989年）
  - 現代用語の基礎体力（1989年 - 1990年）
  - ムイミダス（1990年 - 1991年）
  - 未確認飛行ぶっとい（1991年）

関西テレビ
- 爆笑寄席（1969年 - 1975年）
- 今夜はねむれナイト（1985年 - 1987年）
- ナイトモーニン「仁鶴のGood Morning マフィア」（1990年）
- 謎の処方箋 コントS錠（1998年）
- ゲンキ王国（2002年 - 2003年）
- 妖怪ブッサイくん（2002年 - 2003年）

テレビ大阪
- 名門!モウカリマッカー学園 〜西梅田校新聞部〜（2019年 - 2020年）

CBCテレビ
- デイブレイク（1988年 - 1990年）
- 流行笑会（1990年）

東海テレビ
- もりすぎ★パンチ（2008年 - 2009年）

福島放送
- でんきくらげとしびれふぐ（2003年 - 2004年）

TOKYO-MX
- バカヂカラ（2009年 - 2011年）

テレビ神奈川
- TV・局中法度!（2012年 - 2013年）

テレビ神奈川・チバテレビ・テレビ埼玉・サンテレビ（共同制作）
- 戦国鍋TV 〜なんとなく歴史が学べる映像〜（2010年 - 2012年）

東名阪ネット６
- 歴史漫才 ヒストリーズ・ジャパン（2017年）

琉球放送
- お笑いポーポー (1991年 - 1993年)

### CS放送局
刺激ストロングチャンネル
- どぶろっくと山岸逢花の ＃やらかしジャッジメント (2021年 - 2022年)

### 制作委員会方式
- キャラ☆キング（2008年 - 2009年）
- 戦国炒飯TV 〜なんとなく歴史が学べる映像〜（2020年）

### ネット配信
- AKB48コント「びみょ〜」（2011年 - 2012年）
- 柴田地球防衛隊〜地球を守るのは僕らだ〜（2016年 - 2017年）
- おはようロバート（2018年 - 2019年）
- 青春スチャラカ学園（2022年）[10]

### ラジオ
NHK第一
- 東京03の好きにさせるかッ!（2016年 - 現在放送中）

## コントコーナーが一部存在している番組
ここではコント番組以外の番組や、番組リニューアルなどでコントコーナーが追加あるいは番組の途中までにコントコーナーがあった番組を紹介する。
- 夜のヒットスタジオ（1968年11月 - 1990年10月）
- ヤンヤン歌うスタジオ（1978年 - 1987年）
- タモリ倶楽部（1982年 - 2023年） - 「日本語以外で歌われているが、あたかも日本語のように聞こえる歌詞」の投稿を募るコーナー「空耳アワー」にて、コントが演じられる。
- 夕やけニャンニャン（1985年 - 1987年）
- 桃色学園都市宣言!!（1987年 - 1988年）
- 痛快なりゆき番組 風雲!たけし城（1986年 - 1989年） - 中盤から「人喰い穴」の前座にショートコントが追加され、88年からセットを使ったコントコーナーが開始された。
- パラダイスGoGo!!（1989年 - 1990年）
- ダウンタウンのガキの使いやあらへんで!!（1989年 - 現在） - 最初期はダウンタウンの漫才とコントを中心とした番組構成であった。
- ギルガメッシュないと（1991年 - 1998年） - 中期ごろ、ヒロインものパロディコントコーナーがあった。
- うれしたのし大好き（1992年 - 1993年）
- ウゴウゴルーガ（1992年 - 1994年） - 静止画による実写コントコーナー『はらぺこだいさく』が一時期番組内で放映された。
- 大阪ほんわかテレビ（1993年 - 現在放送中）
- ポンキッキーズ（1993年 - 2006年） - 1999年から爆チュー問題（爆笑問題）のコントコーナーが開始された。
- ビートたけしのつくり方（1993年 - 1994年）
- ダンジョンV（1993年 - 1994年）
- ぐるぐるナインティナイン（1994年 - 現在） - 夕方放送時はミニコントコーナーがあり、ゴールデンタイム移動後の1999年にパロディコントコーナーがあったが、2007年からコントコーナーが再び作られた。
- ゲッパチ!UN アワーありがとやんした!?（1994年）
- ジャングルTV 〜タモリの法則〜（1994年 - 2002年） - 初期はタモリや関根勤、ナインティナインや伊集院光らによるコントを中心とした体裁をとっていた。
- ウッチャンナンチャンのウリナリ!!（1996年 - 2002年）
- SMAP×SMAP（1996年 - 2016年）
- めちゃ×2イケてるッ!（1996年 - 2018年） - 1999年まで、「SHORT COOL」というコントコーナーが存在した。
- 一人ごっつ（1996年 - 1997年）
  - 新・一人ごっつ（1997年 - 1998年）
  - 松ごっつ（1998年）
- とんねるずのみなさんのおかげでした（1997年 - 2018年） - 初期の頃は『とんねるずのみなさんのおかげです』のスタイルに回帰した事もあって、コントコーナーも存在した。
- 神出鬼没!タケシムケン（1999年 - 2000年） - 番組後期にコントコーナーが作られた。
- 桑田佳祐の音楽寅さん 〜MUSIC TIGER〜（1999年 - 2001年、2009年） - コントコーナーが中心の回があり、復活版でもコントコーナーが不定期で放映された。
- 侵略放送パンドレッタ（2001年 - 2003年） - 番組前期 - 中期、末期に特撮もの仕立てのコントコーナーがあった。
  - 衛星中立放送パンドレッタプラス（2003年 - 2004年） - 番組中期までパロディコントコーナーがあった。
- はねるのトびら（ゴールデン進出以降、2005年 - 2012年） - 2005年のゴールデン進出以降は、ゲームコーナーや企画が中心となった。
- アイドル道（2003年 - 2005年） - 4thシーズンでは『胸キュン戦隊アイドレンジャー』というコントコーナーが主体になっていた。
- 究極癒し戦隊ヴィーナスエンジェル（2004年） - 番組前期はスーパー戦隊シリーズドラマ仕立てのパロディものだった。
- ゴッドタン（2007年 - 現在放送中） - 『私の落とし方発表会』などのコントコーナー、『キス我慢選手権』などの即興コントに発展することを前提として構成された企画がある。
- ビットワールド（2007年 - 現在放送中） - 子供番組。視聴者から送られた『アイデア』を取り入れたコントコーナーが多数存在する。
- ピラメキーノ（2009年 - 2015年） - 本来は子供番組だが『だるだるEnglish』、『PIRAMEKINO SHOWTIME』、『ピラメキーノ討論会 子供たちの今』、『カワンケンの早く人間になりたい!』など様々なコントコーナーがある。
- AKB48 SHOW!（2013年 - 2019年） - 『48グループの日常シリーズ』というコントコーナーが存在していた。
- ヨルタモリ（2014年 - 2015年） - タモリによるショートコントが毎回放送されていた。
- 関ジャニ∞クロニクル（2015年 - 2022年） -『スーパーモーニングリサーチ』など関ジャニ∞によるコントコーナーが存在していた。
- 新・BS日本のうた（2015年 - 現在放送中） - 出演歌手によるコントコーナーが存在。
- ビートたけしのオワラボ（2016年 - 2019年の各年末特番）- ラボ研究員である若手・中堅芸人たちがコントを披露するコーナーがあった。
- キスマイ超BUSAIKU!?（2017年 -  2023年）-『令和のブサイクな恋』というコントコーナーが存在する。
- バラエティ開拓バラエティ 日村がゆく（2017年 - 2020年） - 『AVの前振り選手権』など一部コーナー。
- THE突破ファイル（2018年 - 現在放送中） - クイズの一部問題が、コント形式で出題される。
- 冗談騎士（2018年 - 2021年） - 鈴木おさむの出すお題に応じたコントを芸人が披露するコーナーがある。
- アイドルゾーン20時（2019年） - 金曜以外は『ミニドラマ』とくくられたコントコーナーが存在した。
- ハロー!NHKワールド JAPAN（2019年 - 現在放送中） - 「Doki Doki! NHKワールド JAPAN」からの番組名変更前はコント番組であった。
- コントが始まる（2021年） - ブレイクを目指すコント師の姿を描いたテレビドラマ。作中で俳優の菅田将暉、神木隆之介、仲野太賀の三人がコントを演じるシーンがある。
- 月ともぐら（2023年 - 現在放送中） - 『妄想胸キュン選手権』[11]、『ベストブラザー賞決定戦』などセットを用いたアドリブコント企画が存在する[12]。
- 名将たちの勝負メシ（2025年 - 現在放送中） - 戦国武将やその臣下に扮したネプチューンのコントコーナーが存在。